# Lacrosse

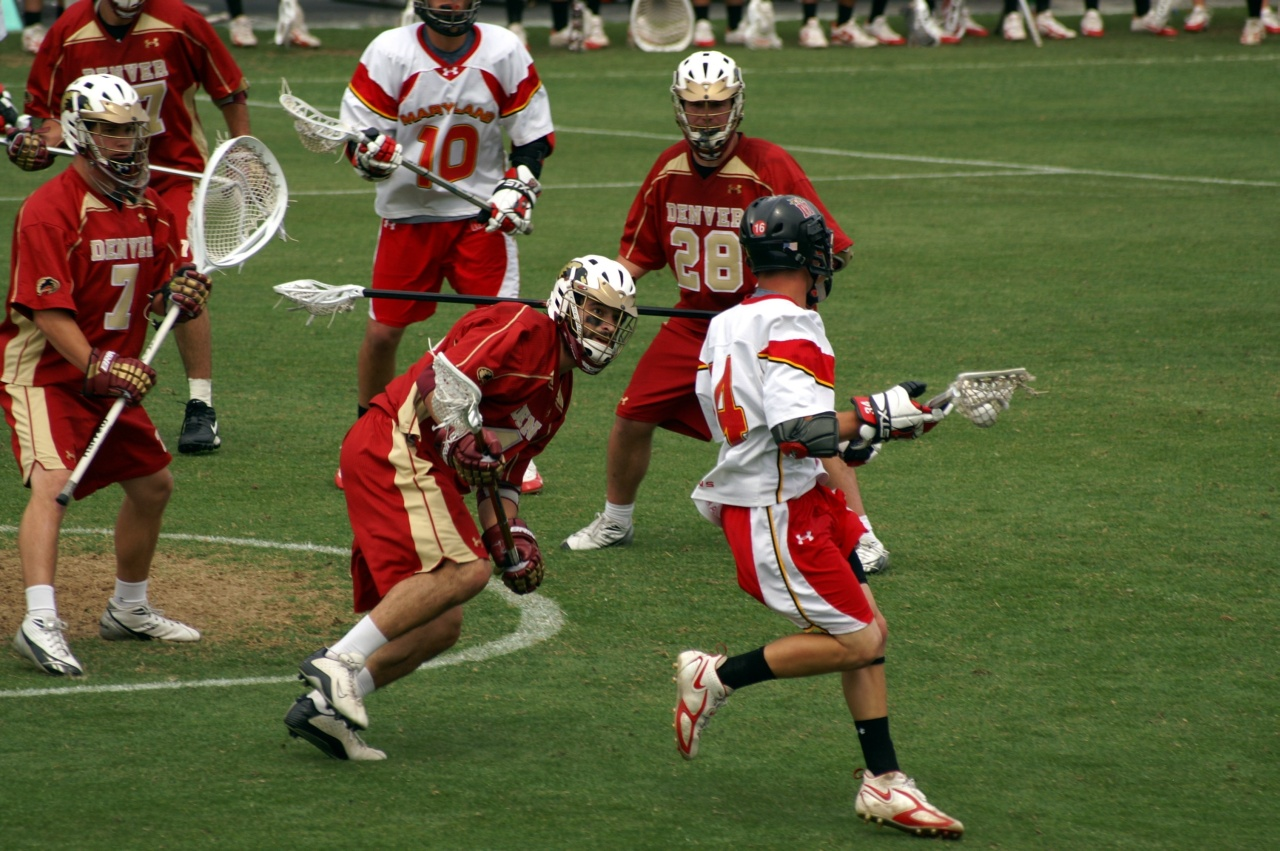
Una partita di lacrosse NCAA

Il lacrosse è uno sport di squadra, di origine nordamericana, che vede la sua maggiore diffusione negli Stati Uniti d'America e in Canada. In quest'ultimo Paese è uno dei due sport nazionali, insieme al più conosciuto hockey su ghiaccio.
La disciplina è stata sport olimpico in due edizioni del Giochi olimpici, nel 1904 e nel 1908, e tornerà a far parte del programma olimpico a partire dal 2028.

## Storia
Il lacrosse è uno sport tipicamente nordamericano poiché trae le sue origini da un antichissimo gioco degli amerindi del XV secolo detto Baggataway. Il Baggataway veniva utilizzato dai nativi americani anche come modo per risolvere dispute di vario tipo tra le tribù: le partite potevano durare giorni e vedevano coinvolti centinaia di giocatori.
Fu il missionario gesuita Jean de Brebeuf a darne per primo notizia documentando una sfida tra due squadre di Uroni nell'attuale sudest dell'Ontario, in Canada, nel 1636. A metà del XIX secolo i francesi riscrissero le regole del gioco originario, ideando a Montréal il moderno lacrosse.
I discendenti degli antichi americani sono molto legati al lacrosse, che rappresenta per loro un'importante tradizione oltre che uno sport. Per questo motivo la Federazione Internazionale (International Lacrosse Federation - ILF) ha stabilito che i discendenti dei nativi americani possono partecipare alle competizioni internazionali di lacrosse con una loro squadra nazionale, che prende il nome di Haudenosaunee Nationals Lacrosse Team (ovvero nazionale irochese di lacrosse).
Il lacrosse è lo sport estivo nazionale canadese (National Summer Sport).

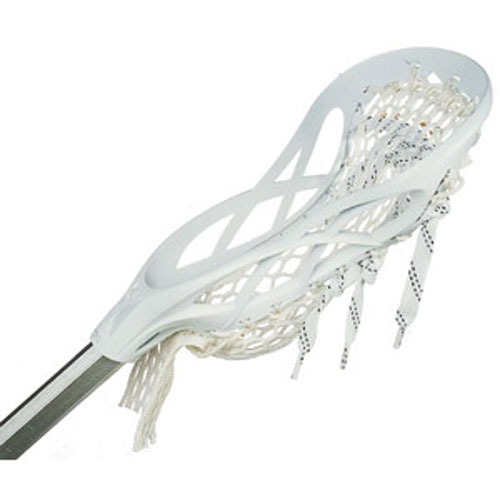
Incordatura sulla racchetta o mazza da lacrosse

## Regolamento
Il gioco consiste in un incontro tra due squadre con 10 giocatori ognuna (12 giocatrici se femminile) su un campo all'aperto. Ogni squadra si compone di:
- 1 portiere;
- 3 difensori;
- 3 mediani;
- 3 attaccanti.

L'obiettivo consiste nell'imbucare la palla, servendosi di una specie di racchetta triangolare munita di tele all'estremità, nella porta avversaria, simile a quella dell'hockey su ghiaccio, alta 1,8 m e larga 1,8 m. La palla pesa circa 150 g, con diametro di circa 7.5 cm. La squadra che segna più gol nei 60 minuti di gioco regolamentari vince. I 60 minuti di gioco sono suddivisi in 4 quarti di 15 minuti ciascuno.
L'International Lacrosse Federation è sorta nel 1974 in Canada dalle ceneri della International Federation of Amateur Lacrosse fondata nel 1928.
In Canada, dopo l'hockey su ghiaccio, è lo sport più praticato, ma sono gli USA a detenere il primato di vittorie nel campionato del mondo.

## Manifestazioni internazionali
La Coppa del Mondo di Lacrosse si disputa ogni 4 anni dal 1967 e ha visto trionfare gli USA 9 volte e il Canada 3 volte. Australia, Inghilterra, e Nazionale Irochese di Lacrosse (formata dai discendenti dei nativi americani) sono squadre che, pur non avendo mai vinto il mondiale, sono considerate tra le più forti squadre nazionali di lacrosse a livello mondiale. Il numero di squadre che ha partecipato ai mondiali di lacrosse è cresciuto negli anni, raggiungendo il massimo numero di 38 squadre partecipanti nell'edizione svoltasi nel 2014 a Denver.
Il Campionato Europeo di Lacrosse si disputa ogni 4 anni dal 1996 e ha visto trionfare la nazionale dell'Inghilterra in tutte le edizioni tranne in quella del 2001 (svoltasi a Penarth, Galles) in cui ha prevalso la nazionale della Germania.
Il lacrosse ha fatto parte del programma olimpico in 2 edizioni (1904 e 1908), e la nazionale canadese detiene entrambi i titoli olimpici. Nelle edizioni olimpiche del 1928, 1932 e 1948 il lacrosse fu giocato in qualità di sport dimostrativo. Tornerà ad essere parte del palinsesto olimpico nell'edizione del 2028 a Los Angeles.
A partire dal 2017 il lacrosse è entrato ufficialmente a far parte delle discipline sportive che competono ai Giochi Mondiali, manifestazione sportiva organizzata ogni 4 anni gestita dall'International World Games Association (IWGA) sotto il patrocinio del Comitato Olimpico Internazionale (CIO). La presenza nelle passate edizioni dei World Games è uno dei criteri utilizzati dal CIO per selezionare nuove discipline olimpiche.

## Leghe professionistiche
In Nord America si disputano due campionati professionistici: la Premier Lacrosse League (PLL - outdoor lacrosse - 10 vs 10) e la National Lacrosse League (NLL - indoor lacrosse  - 5 vs 5). Vi partecipano i giocatori più forti del mondo, provenienti soprattutto da Canada e USA, ma anche da Australia e Inghilterra.

## In Italia

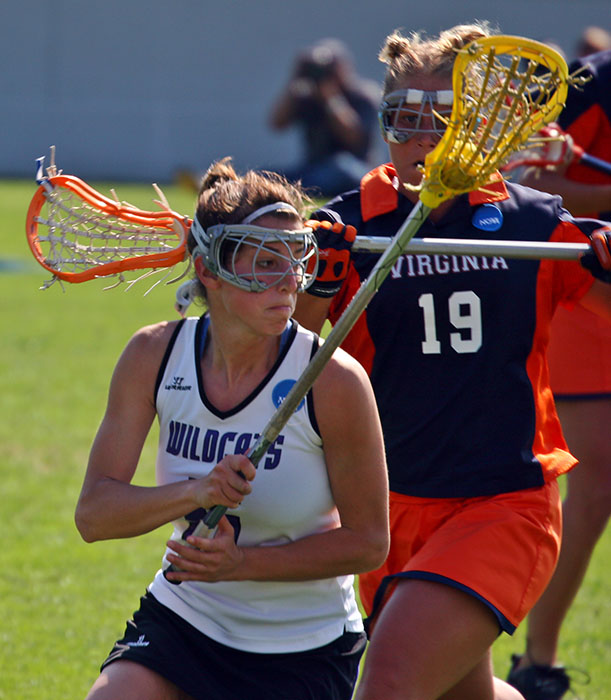
Giocatrici di lacrosse

In Italia non esiste una lega professionistica di lacrosse ma ne esiste una dilettantistica. Il primo atleta a praticare questo sport in Italia e a promuoverne la diffusione a livello nazionale fu il regista italo-americano Robert Corna a partire dal 2001. Nel 2002 l'Associazione di Lacrosse Inglese (English Lacrosse Association) consegnò a Robert Corna una placca per celebrare la prima partita ufficiale di lacrosse mai giocata in Italia, svoltasi a Roma presso l'American Overseas School of Rome. È da segnalare, tuttavia, che il ricercatore italiano Roberto Buganè, responsabile del progetto Museo del baseball e del softball italiani, ha di recente fornito le prove riguardanti la pratica sporadica del lacrosse sul suolo italiano già nel 1932.
La Federazione Italiana Giuoco Lacrosse (FIGL) fu fondata nel 2007, con Fabio Antonelli come primo presidente federale. La FIGL è l'organo riconosciuto ufficialmente dagli enti regolatori internazionali del lacrosse (Federation of International Lacrosse - FIL - e European Lacrosse Federation - ELF) che si occupa dello sviluppo di questo sport in Italia. Dal 2023 è entrata a far parte della Federazione Italiana Hockey, diventando Divisione Lacrosse.
Il Lacrosse in Italia è uno sport ancora molto giovane, ma in rapida espansione. Viene praticato a livello sia maschile che femminile nel Lazio dalle squadre Roma Leones Lacrosse (prima squadra in Italia) e S.S. Lazio Lacrosse (facente parte della Polisportiva S.S. Lazio), in Piemonte dalla squadra Roosters Pianezza, in Lombardia dalle squadre Red Hawks Merate Lacrosse, Pellicani Bocconi Lacrosse (facente parte della comunità sportiva dell'Università Bocconi), Comets Milano, Lacrosse Milano Baggataway (prima squadra femminile in Italia) e Painkillers Milano Lacrosse, in Liguria dalle Aquile Nere di Spezia, seconda società, nata in Italia e datata 2007, in Toscana dalle squadre Grizzlies Prato e Black Panthers Lacrosse, in Umbria dalla squadra Phoenix Perugia Lacrosse, in Emilia-Romagna dalle squadre Pontevecchio Bologna Sharks, SportUp Imola, e Rimini Lacrosse, in Veneto dalla squadra Bella Venezia Lacrosse nella Repubblica di San Marino dalla squadra San Marino Titans.
Rappresentanze italiane hanno partecipato a competizioni internazionali di lacrosse a partire dal 2002, con la nazionale maschile che ha partecipato fino ad oggi a 4 campionati mondiali e a 4 campionati europei di disciplina, e con la nazionale femminile che ha partecipato a 2 campionati mondiali e 2 campionati europei. Sempre a partire dal 2002 si sono svolti in Italia numerosi tornei e competizioni di lacrosse; le prime edizioni ufficiali del campionato italiano e della Coppa Italia si sono tenute nel 2009.

## Varianti

### Box lacrosse

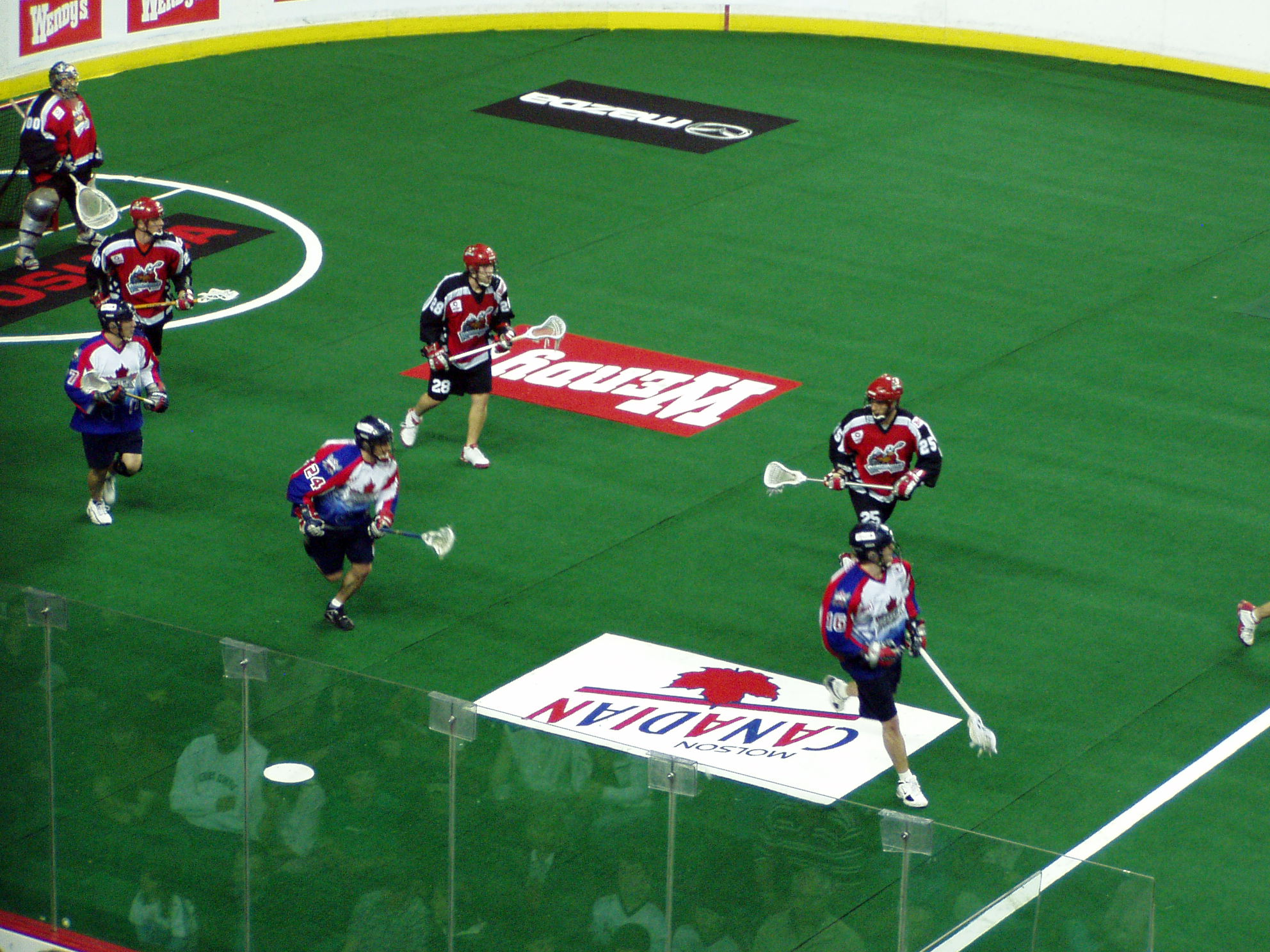
Una partita della National Lacrosse League

Il box lacrosse (o indoor lacrosse) è giocato da squadre composte da cinque giocatori di movimento più un portiere su una pista da hockey su ghiaccio dove il ghiaccio è stato rimosso o coperto con erba sintetica, oppure su un campo da calcio indoor. L'area di gioco recintata è chiamata box, in contrasto con il campo aperto del lacrosse tradizionale.   
Questa versione del gioco è stata introdotta in Canada negli anni '30 per promuovere l'attività economica delle arene di hockey al di fuori della stagione invernale. Nel giro di pochi anni, il box lacrosse ha quasi soppiantato il field lacrosse in Canada. 
Le porte nel box lacrosse sono più piccole rispetto al field lacrosse, tradizionalmente misurano 1,2 metri in larghezza e altezza. Inoltre, il portiere indossa molte più protezioni, tra cui un’ampia combinazione di paracolpi per petto e braccia chiamata "uppers", grandi parastinchi noti come "leg pads", entrambi soggetti a rigide linee guida sulle dimensioni, e una maschera da portiere in stile hockey su ghiaccio.
Lo stile di gioco è veloce, accelerato dagli spazi ristretti del campo e dall’utilizzo dello shot-clock, il quale impone alla squadra in attacco di effettuare un tiro in porta entro 30 secondi dal possesso della palla. Il box lacrosse è anche un gioco molto più fisico, poiché il cross-checking è consentito e i giocatori indossano protezioni per le costole, oltre a paraspalle e gomitiere più grandi e resistenti rispetto a quelle usate nel field lacrosse. I giocatori di box lacrosse utilizzano un casco da hockey con una griglia specifica per questo sport. Non esiste la regola del fuorigioco e le sostituzioni avvengono liberamente dalle aree delle panchine come nell’hockey. Tuttavia, la maggior parte dei giocatori è specializzata in attacco o difesa, quindi di solito tutti e cinque i giocatori di movimento vengono sostituiti contemporaneamente quando la squadra passa dalla fase offensiva a quella difensiva.
Per quanto riguarda le penalità, il giocatore che commette un fallo viene mandato nel penalty box e la sua squadra deve giocare in inferiorità numerica per tutta la durata della penalità. La maggior parte dei falli comporta penalità minori della durata di due minuti, mentre le infrazioni più gravi portano a una penalità maggiore di cinque minuti. Ciò che distingue il box lacrosse (e l’hockey su ghiaccio) da altri sport è che, ai livelli più alti del lacrosse professionistico e giovanile, partecipare a una rissa non comporta automaticamente l’espulsione, ma viene assegnata una penalità maggiore di cinque minuti.
Il box lacrosse viene giocato al massimo livello nella National Lacrosse League e nelle divisioni Senior A della Canadian Lacrosse Association.

### Sixes
Il lacrosse sixes è una variante del lacrosse giocata all'aperto con sei giocatori per squadra. Il gioco segue regole simili al field lacrosse, ma con alcune modifiche e un tempo di gioco più breve. È stato creato nel 2021 da World Lacrosse con l'obiettivo di far entrare il lacrosse nel programma dei Giochi Olimpici e farà il suo debutto olimpico nei Giochi della XXXIV Olimpiade a Los Angeles.
Il lacrosse sixes ha regole simili per uomini e donne, ma mantiene alcune differenze, come il livello di contatto consentito. Le principali differenze di regolamento rispetto al lacrosse su campo tradizionale sono le seguenti:
- Il campo di gioco è più piccolo, misurando 70 metri per 36 metri
- Il face-off avviene solo all'inizio di ogni quarto; dopo un gol, il gioco riprende con il portiere che estrae la palla dalla rete
- È introdotto un shot clock di 30 secondi
- Le partite si giocano in quattro quarti da 8 minuti
- Le squadre hanno un roster di 12 giocatori
- Tutti i giocatori partecipano sia alla fase offensiva che a quella difensiva
- Non sono ammesse mazze lunghe (long crosses)

### Intercrosse
L'intercrosse è una forma di lacrosse senza contatto con un insieme standardizzato di regole e attrezzature modificate. Il bastone da intercrosse è diverso da quello del lacrosse tradizionale, poiché la testa è completamente in plastica invece di avere reti in pelle o nylon. La palla è più grande, morbida e cava, a differenza di quella del lacrosse tradizionale, che è di gomma solida.
L'intercrosse come sport competitivo per adulti è popolare nel Québec, in Canada, così come in molti paesi europei, in particolare nella Repubblica Ceca. In Italia, intorno agli anni 2000, era molto giocato nel Nord Italia, con due campionati di massima serie e campionati under. Attualmente non esistono più squadre in Italia che praticano questa variante. 
Le squadre sono generalmente composte da cinque giocatori per lato e il campo misura 20 metri di larghezza e 40 metri di lunghezza. Il giocatore con la palla non può camminare ma deve correre o rimanere fermo e può tenere la palla nel cesto per un massimo di cinque secondi. Le porte per gli adulti hanno le stesse dimensioni di quelle del box lacrosse, ovvero 1,2 metri di altezza e larghezza. L'organo di governo internazionale, la Fédération Internationale d'Inter-Crosse, organizza un campionato mondiale ogni due anni.
L'intercrosse è un modo popolare per introdurre i giovani a questo sport. Può essere giocato all'aperto o al chiuso ed è stato sviluppato un curriculum specifico per le lezioni di educazione fisica.